# Paulo Breda Filho
Paulo Breda Filho (1924-1991) brasileiro, presbítero, influente sorocabano e membro da Igreja Presbiteriana de Sorocaba (IPB) era formado em direito e filosofia. Estudou jornalismo e artes gráficas em Paris. Foi o primeiro chanceler da Universidade Mackenzie (1976–1977 e 1991), bem como reitor da mesma (1977–1980). Era presbítero regente e foi presidente do Supremo Concílio da Igreja Presbiteriana do Brasil por dois mandatos (1978–1982 e 1982–1986), foi o primeiro Presbítero regente a presidir o Supremo concílio da IPB.